# 美浜町 (和歌山県)

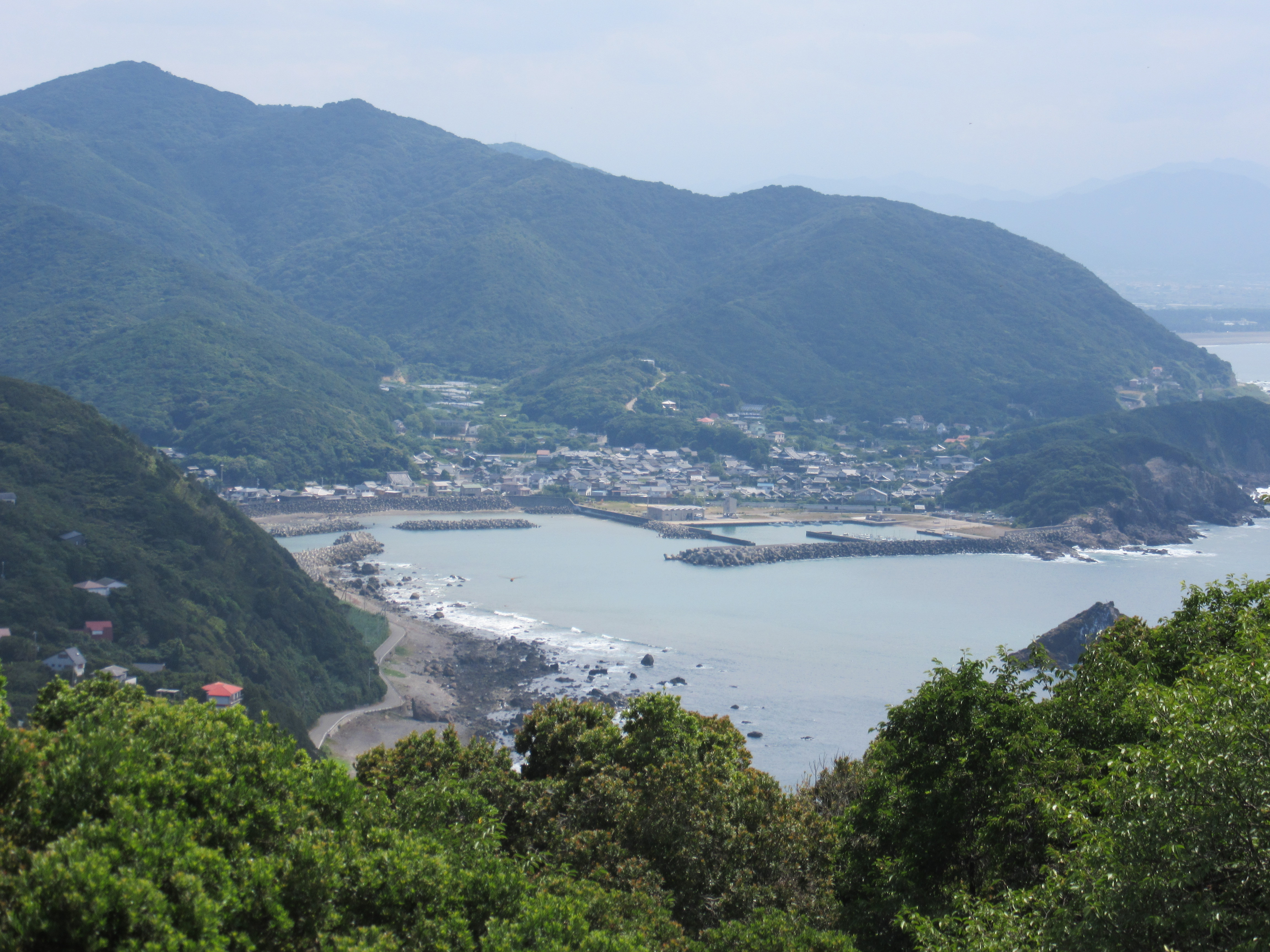
美浜町三尾（アメリカ村）

美浜町（みはまちょう）は、和歌山県日高郡の町。紀中地域（日高圏域）に属する。

## 地理
和歌山県の中部、日高郡の西端に位置し、紀伊水道に面している。面積は和歌山県内で太地町に次いで狭い町である。日高平野の一部にあたる町の東部は、御坊市と一体化した中心街となっている。西部は煙樹海岸県立自然公園に指定されている。
- 山：白馬山脈（西山：329m）
- 河川：西川
- 海域：紀伊水道、太平洋 - 今後発生が予測される南海トラフ巨大地震の際には、町内に最大13mの津波が到達することが予想されている。これは和歌山県下で2番目の規模（印南町も同値）[3]。

### 隣接している自治体
- 御坊市
- 日高郡 日高町

### 人口
平成22年国勢調査(速報値)より前回調査からの人口増減をみると、4.55％減の8,077人であり、増減率は県内30市町村中11位。
| |                                        |  |
| 美浜町と全国の年齢別人口分布（2005年） | 美浜町の年齢・男女別人口分布（2005年） |  |
| ■紫色 ― 美浜町 ■緑色 ― 日本全国 | ■青色 ― 男性 ■赤色 ― 女性              |  |
| 美浜町（に相当する地域）の人口の推移 \| 1970年（昭和45年） \| 8,741人 \| \| \| 1975年（昭和50年） \| 8,753人 \| \| \| 1980年（昭和55年） \| 8,832人 \| \| \| 1985年（昭和60年） \| 9,042人 \| \| \| 1990年（平成2年） \| 8,920人 \| \| \| 1995年（平成7年） \| 8,919人 \| \| \| 2000年（平成12年） \| 8,802人 \| \| \| 2005年（平成17年） \| 8,462人 \| \| \| 2010年（平成22年） \| 8,077人 \| \| \| 2015年（平成27年） \| 7,480人 \| \| \| 2020年（令和2年） \| 6,867人 \| \| |                                        |  |
| 総務省統計局 国勢調査より |                                        |  |
| 1970年（昭和45年） | 8,741人                                |  |
| 1975年（昭和50年） | 8,753人                                |  |
| 1980年（昭和55年） | 8,832人                                |  |
| 1985年（昭和60年） | 9,042人                                |  |
| 1990年（平成2年） | 8,920人                                |  |
| 1995年（平成7年） | 8,919人                                |  |
| 2000年（平成12年） | 8,802人                                |  |
| 2005年（平成17年） | 8,462人                                |  |
| 2010年（平成22年） | 8,077人                                |  |
| 2015年（平成27年） | 7,480人                                |  |
| 2020年（令和2年） | 6,867人                                |  |

## 歴史
- 1954年（昭和29年）10月1日 - 松原村・和田村・三尾村が合併して発足。

## 行政
- 町長：籔内美和子（2019年3月4日就任、1期目）

### 地区
- 濱ノ瀬
- 田井
- 吉原
- 和田
- 三尾

## 経済

### 産業
- 主な産業
  - 農業（水稲、野菜（特に、煙樹ヶ浜の松堆肥を利用したキュウリやトマトをブランド化しており、キュウリの生産は関西有数））
  - 漁業（シラス、伊勢エビ、アワビ）
  - 商工業（木材加工、繊維）

### 日本郵政グループ
無集配郵便局
- 美浜和田郵便局（和田）
- 美浜松原郵便局（吉原）
- 三尾（みお）郵便局（三尾）

ゆうちょ銀行
- 大阪支店　国立和歌山病院内出張所（和田）（ATMのみ／ホリデーサービス実施）

その他各郵便局にATMが設置され、美浜和田郵便局ではホリデーサービスを実施（2011年6月現在）。
※美浜町内の郵便番号は「644-00xx」（御坊市（藤田町藤井・藤田町吉田を除く各区域）と同じ）で、集配業務は御坊郵便局（御坊市薗）が担当している。

## 国際交流
- ブリティッシュコロンビア州和歌山県人会（カナダ）
  - 19世紀末に美浜町三尾地区にあった三尾村からカナダへの出稼ぎ移民が多かったことから。

## 教育
町内に大学、高等学校はない。
- 中学校
  - 美浜町立松洋中学校
- 小学校
  - 美浜町立松原小学校
  - 美浜町立和田小学校（平成20年4月1日美浜町立三尾小学校を統合）
- 幼保一元化施設
  - 美浜町立ひまわりこども園（平成20年4月1日松原幼稚園、みはま幼稚園、松原保育園、めばえ保育園を統合し開園）
- 養護学校
  - 和歌山県立みはま支援学校（平成20年4月1日みはま養護学校から改称）
- 図書館
  - 美浜町立図書館

## 交通

### 鉄道
町内に鉄道路線はない。隣接する御坊市にある西日本旅客鉄道（JR西日本）紀勢本線（きのくに線）の御坊駅や、紀州鉄道線の紀伊御坊駅、市役所前駅、西御坊駅などを利用する。
かつては、西御坊駅の構内から分岐し、国道42号と西川を渡り大和紡績（現：ダイワボウプログレス和歌山工場）までの貨物線が存在した。現在も一部にその痕跡を留めている。なお、西御坊駅から御坊市と美浜町の境界まで100メートルほどである。

### バス
御坊駅～海猫島まで熊野御坊南海バス（日の岬パーク線）が運行されている。美浜町区間は、田井から終点の海猫島までとなっている。（海猫島～日の岬パーク間、平成21年9月30日部分廃止）

### 道路
町内に国道は通っていない。ただし、国道の車道・歩道は御坊市であるが、隣接する商店の敷地は美浜町である部分が100メートル程度存在する。

#### 主要地方道
- 和歌山県道24号御坊由良線

#### 一般県道
- 和歌山県道186号日高港線
- 和歌山県道187号日の岬公園線
- 和歌山県道188号柏御坊線

## 名所・旧跡・観光スポット・祭事・催事

### 名所・旧跡

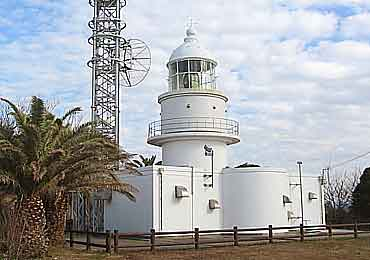
紀伊日ノ御埼灯台

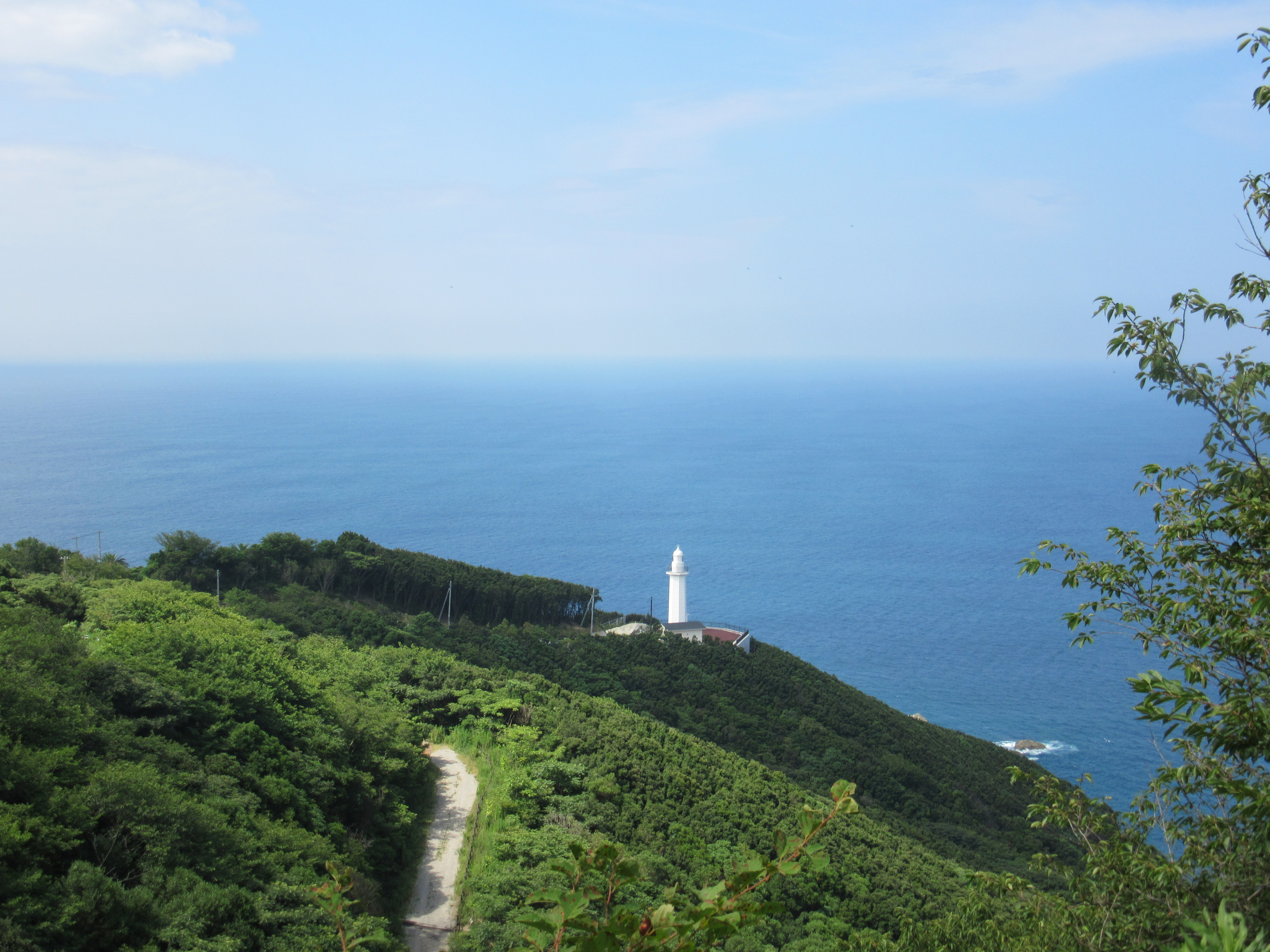
日の岬（和歌山県美浜町）

- 日ノ御埼 - 紀伊日ノ御埼灯台、国民宿舎がある。夕陽の美しい名所として知られ、春には桜で満開となる。
- アメリカ村 - 美浜町の西端にある三尾地区は、明治の頃からカナダに多くの出稼ぎ移民を輩出した。カナダで一旗を上げて帰国した人々は、カナダの建物を真似た住宅を建設した。かつては異国情緒の漂う建物が点在したが、老朽化による取り壊しや改築に伴い原型を留めるのは数軒となっている。
- 潮吹岩 - 満潮や高波の時に、波の圧力に押された海水が狭い入口から噴き出す。
- 煙樹ヶ浜 - 松林が続く3kmあまりの海岸線であるが、遊泳禁止。
- 西山ピクニック緑地 - 西山の山頂付近にあり、町内を一望できる。
- 日ノ岬パーク
  - クヌッセンの丘 - 1957年（昭和32年）2月10日に日ノ御埼の沖合で、日本人が操縦する機帆船において船舶火災が発生。近くを偶然通りかかったデンマークの貨物船の機関長、ヨハネス・クヌッセンは船員らの救助のために大荒れの海中に飛び込んだが、高波にさらわれ殉職した。顕彰碑とクヌッセンの胸像が建つ。

### 施設
- 防衛省陸上自衛隊和歌山駐屯地
- ダイワボウプログレス和歌山工場
- 国立病院機構和歌山病院

## 出身者
- 北裏喜一郎 - 元野村證券社長
- 岡田俊哉 - プロ野球選手

## 美浜を舞台にした作品
- AIR
Keyによる恋愛アドベンチャーゲーム。2005年1月から3月にTBSテレビ他にてテレビアニメ版が放送された。